# Marshallville (Geórgia)
Marshallville é uma cidade localizada no estado americano de Geórgia, no Condado de Macon.

## Demografia
Segundo o censo americano de 2000, a sua população era de 1335 habitantes.
Em 2006, foi estimada uma população de 1273, um decréscimo de 62 (-4.6%).

## Geografia
De acordo com o United States Census Bureau tem uma área de 8,2 km², dos quais 8,2 km² cobertos por terra e 0,0 km² cobertos por água. Marshallville localiza-se a aproximadamente 112 m acima do nível do mar.

## Localidades na vizinhança
O diagrama seguinte representa as localidades num raio de 28 km ao redor de Marshallville.